# Yankunytjatjara (dialeto)
Yankunytjatjara (também yankuntatjara, jangkundjara, ou kulpantja) é uma língua aborígene australiana. É uma das língua do Deserto Ocidental (línguas Wat)], pertencente à grande família das línguas pama–nyungan É uma das muitas variedades de línguas do Deserto Ocidental, todas as quais são mutuamente inteligíveis.
Yankunytjatjara é falado no noroeste da Austrália Meridional, sendo um dos dialetos mais orientais do Deserto Ocidental, sendo falado nas comunidades de Mimili, Indulkana e Fregon e através de Oodnadatta e Coober Pedy (embora este último não esteja na terra tradicional de yankunytjatjara).

## Dialetos
Yankunytjatjara é um dos muitos dialetos da língua do Deserto Ocidental e é muito semelhante à mais conhecida e mais falada língua pitjantjatjara. De acordo com um estudo realizado principalmente em Coober Pedy onde residem muitos falantes de ambas as variedades (embora a cidade esteja no que era tradicionalmente área da língua arabana, jovens falantes de yankunytjatjara frequentemente usam palavras emprestadas]] do inglês e também de Pitjantjatjara (que se expandiu para o leste no país de yankunytjatjara e além). yankunytjatjara mostra alguma variação em sua distribuição, por exemplo, yankunytjatjara do norte compartilha recursos comdo dialeto luritja do sul de Luritja.

## Nome
O nome usado para Yankunytjatjara é baseado em uma única palavra proeminente — o verbo para "vir", que o distingue de seu vizinho próximo, o Pitjantjatjara. O último tem pitjantja (no tempo presente pitjanyi) para este verbo enquanto yankunytjatjara tem yankunyta (tempo presente yananyi). A desinência -tjara é o sufixo comitativa e significa 'tendo' ou 'com'. Assim yankunytjatjara significa 'ter yankunytja' em oposição a Pitjantjatjara que tem pitjantja.
Alternativamente, o yankunytjatjara mais ao norte e partes do sul de Luritja têm a palavra maṯu 'verdadeiro' e, portanto, às vezes são agrupados como Maṯutjara para contrastá-los com os yankunytjatjara do sul, que usam mula para 'verdadeiro' e, portanto, pode ser referido como Mulatjara. > Outra classificação usada pelos falantes agrupa yankunytjatjara e Pitjantjatjara como Nyangatjatjara, pois ambos usam nyangatja para o demonstrativo 'this' ou 'this one'; isso os contrasta com Ngaanyatjara, que tem ngaanya para as variedades demonstrativas e Nyanganyatjara (ainda mais a oeste) que tem nyanganya.

### Pronúncia
O nome yankunytjatjara é geralmente pronunciado (em fala normal e rápida) com uma das sílabas repetidas -tja- deletada, assim: yankunytjara. Na fala lenta e cuidadosa, todas as sílabas serão pronunciadas.

## Fonologia

### Consoantes
|                    | Periferal | Periferal | Laminal  | Apical     | Apical |
| Bilabial           | Velar     | Palatal   | Alveolar | Retroflexa |        |
| ------------------ | --------- | --------- | -------- | ---------- | ------ |
| Oclusiva           | p [p]     | k [k]     | tj [c]   | t [t̺]      | ṯ [ʈ]  |
| Nasal              | m [m]     | ng [ŋ]    | ny [ɲ]   | n [n̺]      | ṉ [ɳ]  |
| Tap/Vibrante dupla |           |           |          | r [ɾ~r]    |        |
| lateral            |           |           | ly [ʎ]   | l [l̺]      | ḻ [ɭ]  |
| Semivogal          | w [w]     | w [w]     | y [j]    |            | ṟ [ɻ]  |

- /r/ pode ser vibrante [r] quando pronunciado enfaticamente, ou também pode ocorrer como surdo [r̥] na posição final da palavra.

### Vogais
|         | Anterior         | Central          | Posterior        |
| ------- | ---------------- | ---------------- | ---------------- |
| Fechada | i [ɪ~i], ii [iː] |                  | u [ʊ~u], uu [uː] |
| Aberta  |                  | a [ɐ~a], aa [aː] |                  |

- /i, a/ são perebedos cpmo [ɪ, ɐ] quando precedem laminais consoantes

## Situação
Parece não haver evidências exaustivas sobre a vitalidade de yankunytjatjara. McConvell & Thieberger descobriram que yankunytjatjara estava em perigo com base principalmente no Censo de 1996. Em 2005, o Pesquisa Nacional de Língua Indígena, com base em uma pesquisa mais abrangente, concluiu que yankunytjatjara estava 'definitivamente em perigo'.
Naessan, usando a estrutura da UNESCO de 2003, deu uma nota de 22/23 de 35 (em seu ponto mais condensado), uma pontuação bastante baixa. Se alguns fatores que Naessan considera sem importância na maioria das línguas indígenas forem ignorados, yankunytjatjara pontua 14/15 em 20 (em sua área mais densa). No entanto, ele argumenta que, como pesquisas recentes incluíram esses fatores, eles podem ser mais úteis para referências cruzadas. Em menor grau, ele sente que, uma vez que as pessoas do Deserto Ocidental possuem algumas fontes de mídia (estações de rádio, etc.), tais fatores devem ser incluídos. Ele conclui uma vitalidade de 57-65%.
Ambos os esquemas indicam que yankunytjatjara apresenta sintomas de perigo (embora como perigo seja um assunto de debate), o que coincide com as crenças dos anciãos yankunytjatjara com quem Naessan falou, bem como com as avaliações da maioria dos linguistas que trabalharam na área.